# Instytut Budownictwa Mieszkaniowego
Instytut Budownictwa Mieszkaniowego – jednostka organizacyjna Ministerstwa Budownictwa, istniejąca w latach 1949–1961, powołana z zadaniem prowadzenia prac naukowo-badawczych w dziedzinie budownictwa mieszkaniowego, mającego na celu postęp techniczny i gospodarczy w danej gałęzi gospodarki narodowej.

## Powołanie Instytutu
Na podstawie zarządzenia Ministra Budownictwa z dnia 29 lipca 1949 r. o utworzeniu Instytutu Budownictwa Mieszkaniowego ustanowiono Instytut. Powołanie instytutu pozostało w związku z dekretem z 1948 r. o tworzeniu Głównych Instytutów Naukowo-Badawczych Przemysłu.
Nadzór nad instytutem sprawował Minister Budownictwa.

## Zadania Instytutu
Zadaniem Instytutu było:
- organizowanie i prowadzenie prac naukowo-badawczych, technicznych w zakresie produkcji typowej w budownictwie mieszkaniowym,
- ekonomiki rozwiązań architektonicznych w budownictwie oraz ekonomiczno-społecznych w zakresie planowania i budowy osiedli,
- wydawanie publikacji w zakresie zadań określonych w pkt 1 oraz popularyzacja zagadnień w tym zakresie.

## Podstawy finansowe Instytutu
Podstawą działalności finansowej Instytutu były budżety roczne.
Wpływ składały się z:
- dopłat przewidzianych w rocznym budżecie Ministerstwa Budownictwa,
- opłat za dokonane czynności,
- darowizn i zapisów,
- dochodów z posiadane majątku,
- dochodów ze sprzedaży wydawnictwa,
- innych źródeł.

## Kierowanie Instytutem
Władzami Instytutu była dyrekcja i Rada Naukowa. W skład dyrekcji wchodzili: dyrektor naczelny reprezentujący Instytut samodzielnie oraz podlegli mu dyrektorzy.
Radę Naukową powoływał i odwoływał Minister Budownictwa.

## Instytut Budownictwa Mieszkaniowego z 1952 r.
Zarządzenie Ministra Budownictwa Miast i Osiedli z 1952 r. w sprawie przystosowania organizacji instytutu naukowego pod nazwą „Instytut Budownictwa Mieszkaniowego” do przepisów ustawy z dnia 8 stycznia 1951 r. o tworzeniu instytutów naukowo-badawczych dla potrzeb gospodarki narodowej minister dokonał procesu dostosowawczego.

## Zniesienie Instytutu
Na podstawie zarządzenie Przewodniczącego Komitetu Pracy i Płac z 1961 r. w sprawie ustalenia wykazu instytutów naukowo-badawczych uważanych za instytuty techniczne zlikwidowano Instytut.